# 374 (số)
374 (ba trăm bảy mươi tư) là một số tự nhiên ngay sau 373 và ngay trước 375.